# N-Butylamin
n-Butylamin ist eine chemische Verbindung, die in der chemischen und pharmazeutischen Industrie als Zwischenprodukt bei der Synthese von organischen Stoffen entsteht. Es ist ein primäres Amin. n-Butylamin gehört zur Gruppe der aliphatischen Amine, genauer der Butylamine und ist isomer zu Isobutylamin, sec-Butylamin und tert-Butylamin.
Der Trivialname Norvalamin ist von der Aminosäure Norvalin abgeleitet. Durch Decarboxylierung von Norvalin entsteht n-Butylamin.

## Vorkommen
n-Butylamin kommt natürlich in einigen Früchten (wie zum Beispiel Tomaten) und Nahrungsmitteln vor.

## Gewinnung und Darstellung
n-Butylamin entsteht bei der Umsetzung von n-Butanol oder n-Butanal mit Ammoniak in Anwesenheit von Katalysatoren. Ferner lässt es sich durch die sogenannte Schmidt-Reaktion aus Valeriansäure erzeugen.

## Eigenschaften

### Sicherheitstechnische Kenngrößen
n-Butylamin bildet leicht entzündliche Dampf-Luft-Gemische. Die Verbindung hat einen Flammpunkt bei −14 °C. Der Explosionsbereich liegt zwischen 1,7 Vol.‑% (50 g·m−3) als untere Explosionsgrenze (UEG) und 10 Vol.‑% (304 g·m−3) als obere Explosionsgrenze (OEG). Die Grenzspaltweite wurde mit 0,92 mm bestimmt. Es resultiert damit eine Zuordnung in die Explosionsgruppe IIA. Die Zündtemperatur beträgt 310 °C. Der Stoff fällt somit in die Temperaturklasse T2.

## Verwendung
n-Butylamin ist ein Zwischenprodukt bei der Herstellung von verschiedenen organischen Verbindungen wie Farbstoffen, Arzneistoffen, Pflanzenschutzmitteln, Weichmachern, Emulgatoren, Korrosionsschutzmitteln, Klebstoffen und kann als Lösungsmittel bei der Titration eingesetzt werden. Es wird auch als Aromastoff in Lebensmitteln eingesetzt.

## Sicherheitshinweise
Der Kontakt mit der Flüssigkeit oder deren Lösungen kann akut zu Verätzungen der Haut oder Augen führen. n-Butylamin wirkt reizend beim Einatmen.